# Sant'Elena (Marsciano)
Sant'Elena è una frazione del comune di Marsciano (PG).
Il paese è adagiato in cima ad una collina (304 m s.l.m.) in prossimità della strada statale 317 Marscianese, che collega Marsciano a Perugia, tra i paesi di San Valentino della Collina e Cerqueto. È abitato da 39 residenti.

## Storia
Anticamente noto con il nome di Sant'Ellera (nel dialetto locale, ellera significa edera) forse per via di una storpiatura linguistica, il paese viene menzionato per la prima volta in un documento del 1280. In esso si parlava della concessione di alcuni beni dal Comune di Perugia ai monaci silvestrini, che si stabilirono nel territorio di Marsciano.

L'esercito imperiale di Enrico VII, nel 1312, sottopose a scorrerie l'intero territorio di Perugia e il Castello di S. Elena non venne risparmiato.

Nel 1492 venne finanziata dal Comune di Perugia la costruzione di un pozzo all'interno del castello, per diminuire le fatiche degli abitanti per l'approvvigionamento di acqua potabile.
In una notte di novembre del 1639 crollò una grande parte delle mura del castello, non sottoposte a continui restauri.
I signori del luogo fino dal XV secolo furono i Sansoni, il cui stemma (un leone rampante sormontato da tre mezze lune) appare ancora in molti luoghi, oggetti e documenti.

## Economia
L'agricoltura e l’allevamento, costituiscono la fonte di reddito principale, in particolare la coltivazione della vite, tanto che negli anni passati ogni settembre veniva organizzata la Festa dell'Uva.

## Monumenti e luoghi d'arte
- Castello di Sant'Elena (XIV secolo), oramai inglobato nelle case private del paese. Rimangono in buono stato di conservazione parte delle mura, il cortile interno ed una delle quattro torri quadrangolari originarie.
- Santa Croce, chiesa dentro le mura
- Beata Vergine Maria del Ponte, chiesa poco fuori delle mura

## Galeria d'immagine

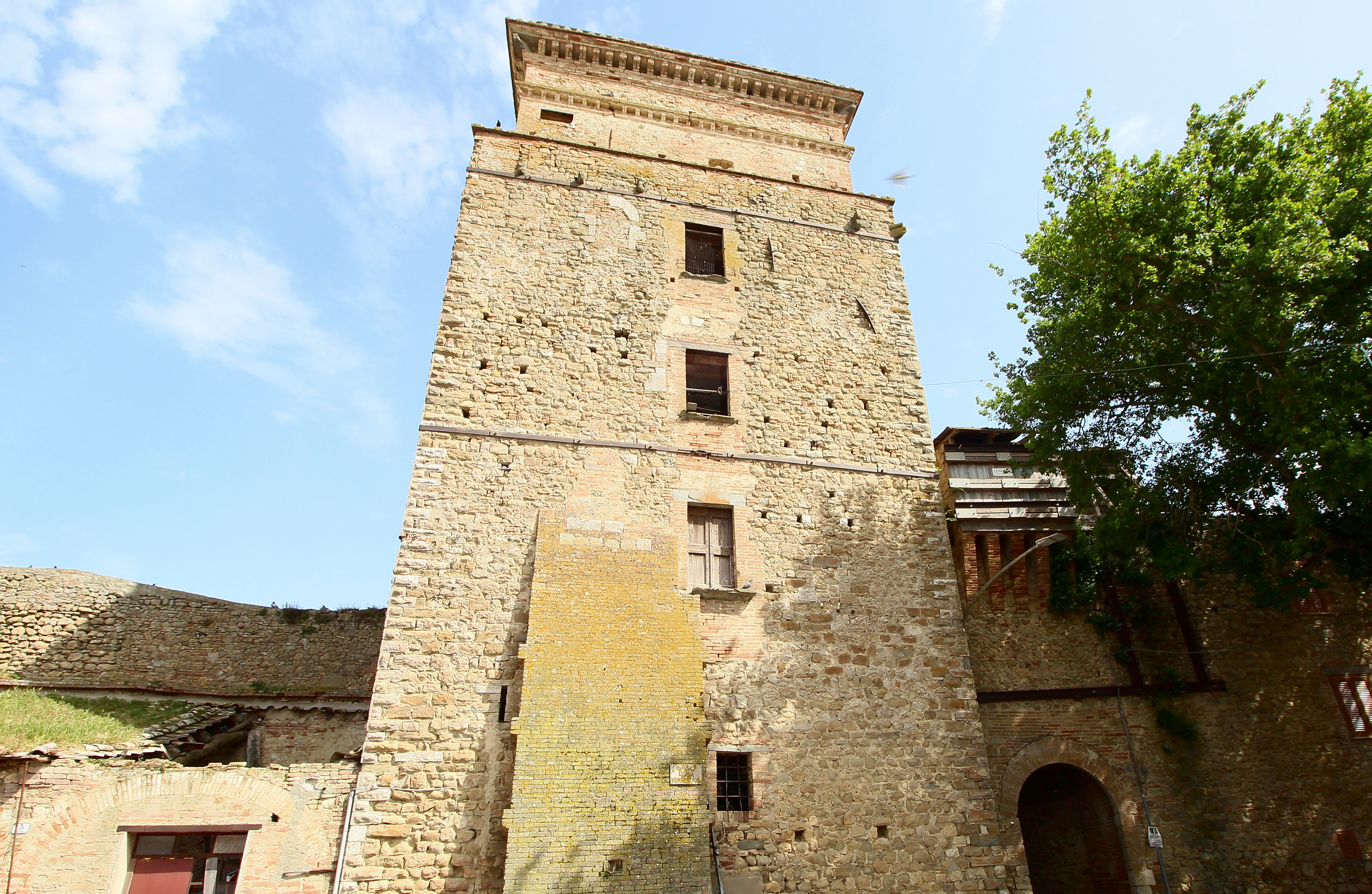
La torre delle mura esterne di Sant'Elena
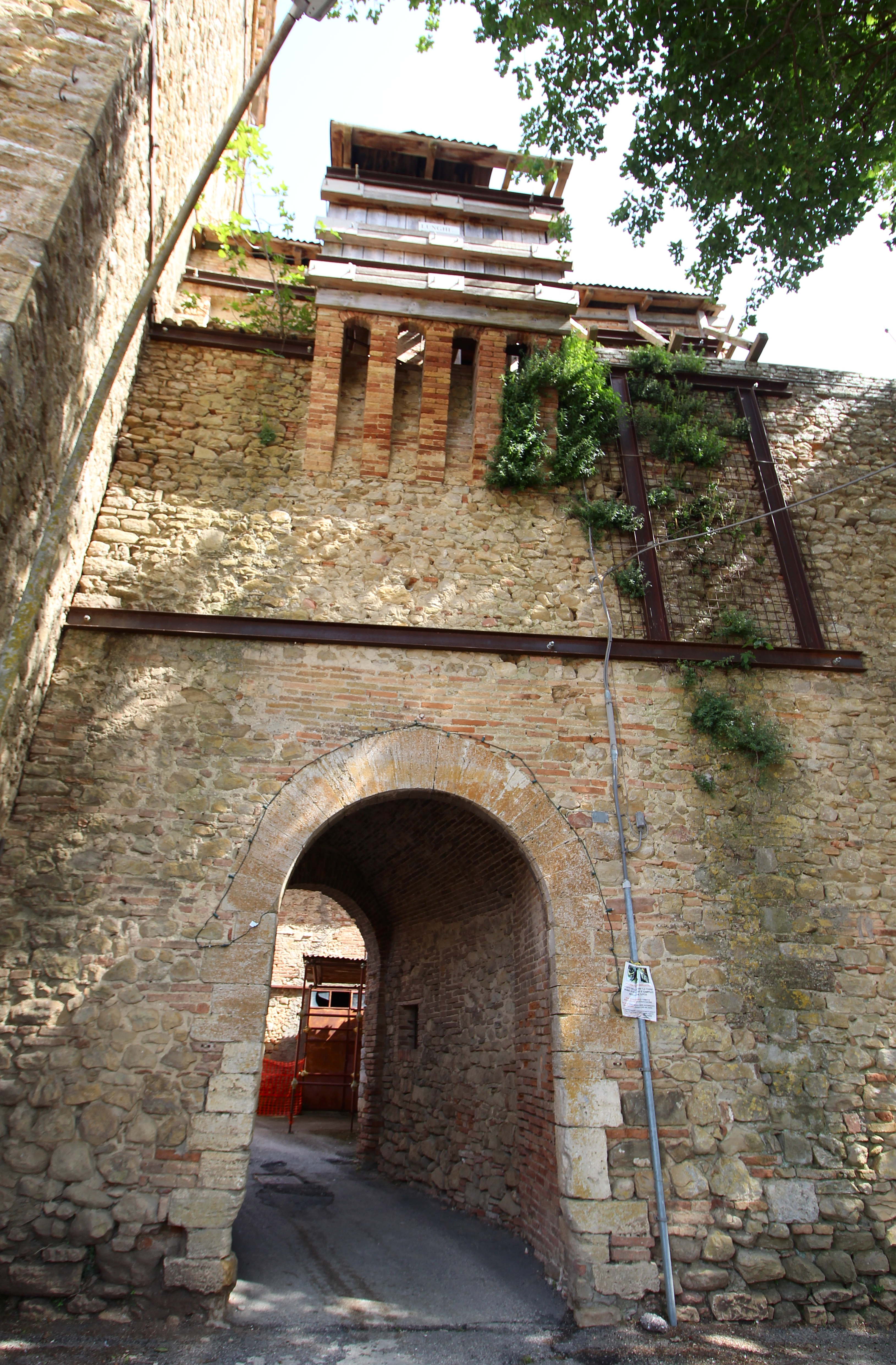
La porta delle mura
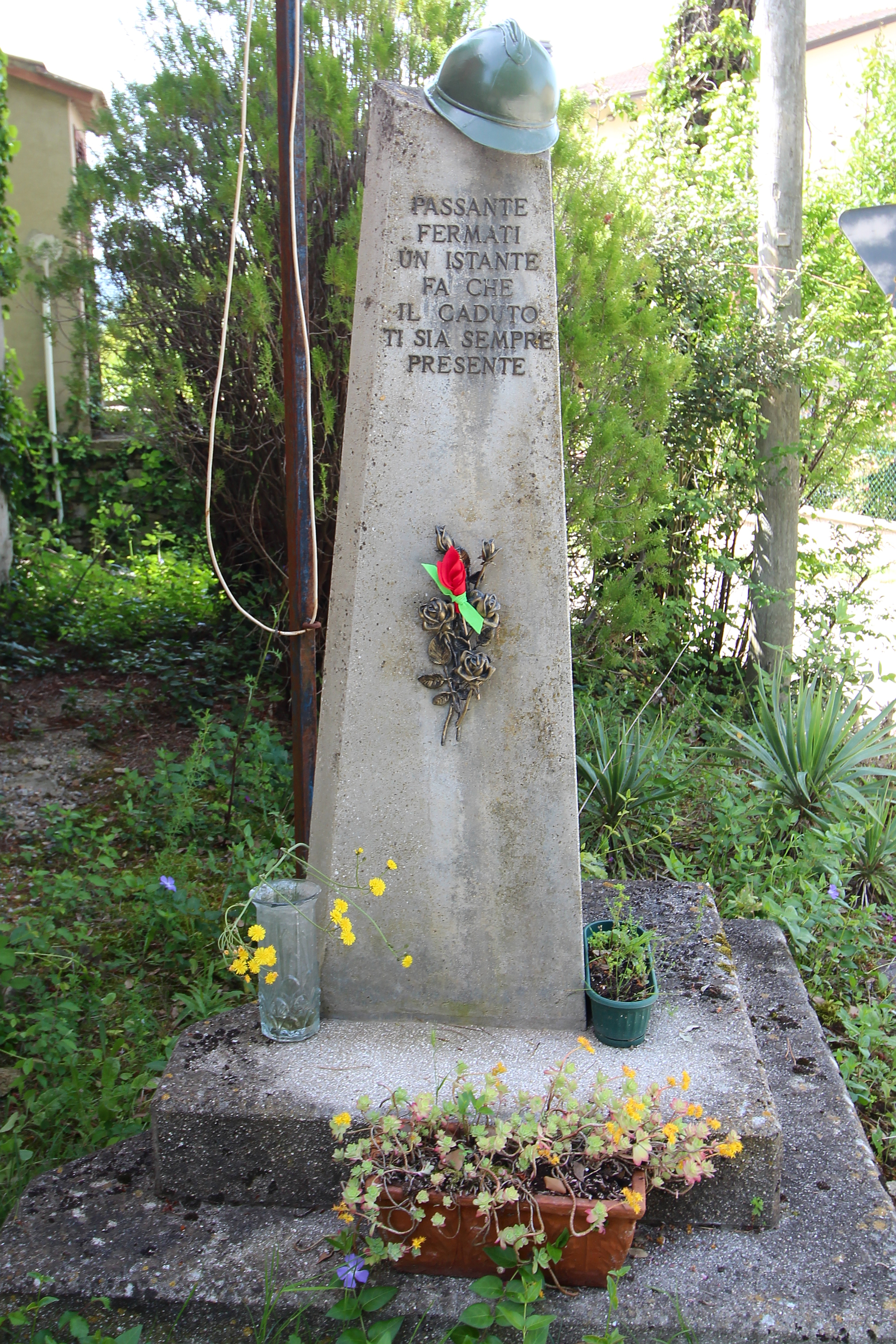
Il monumento ai caduti delle guerre
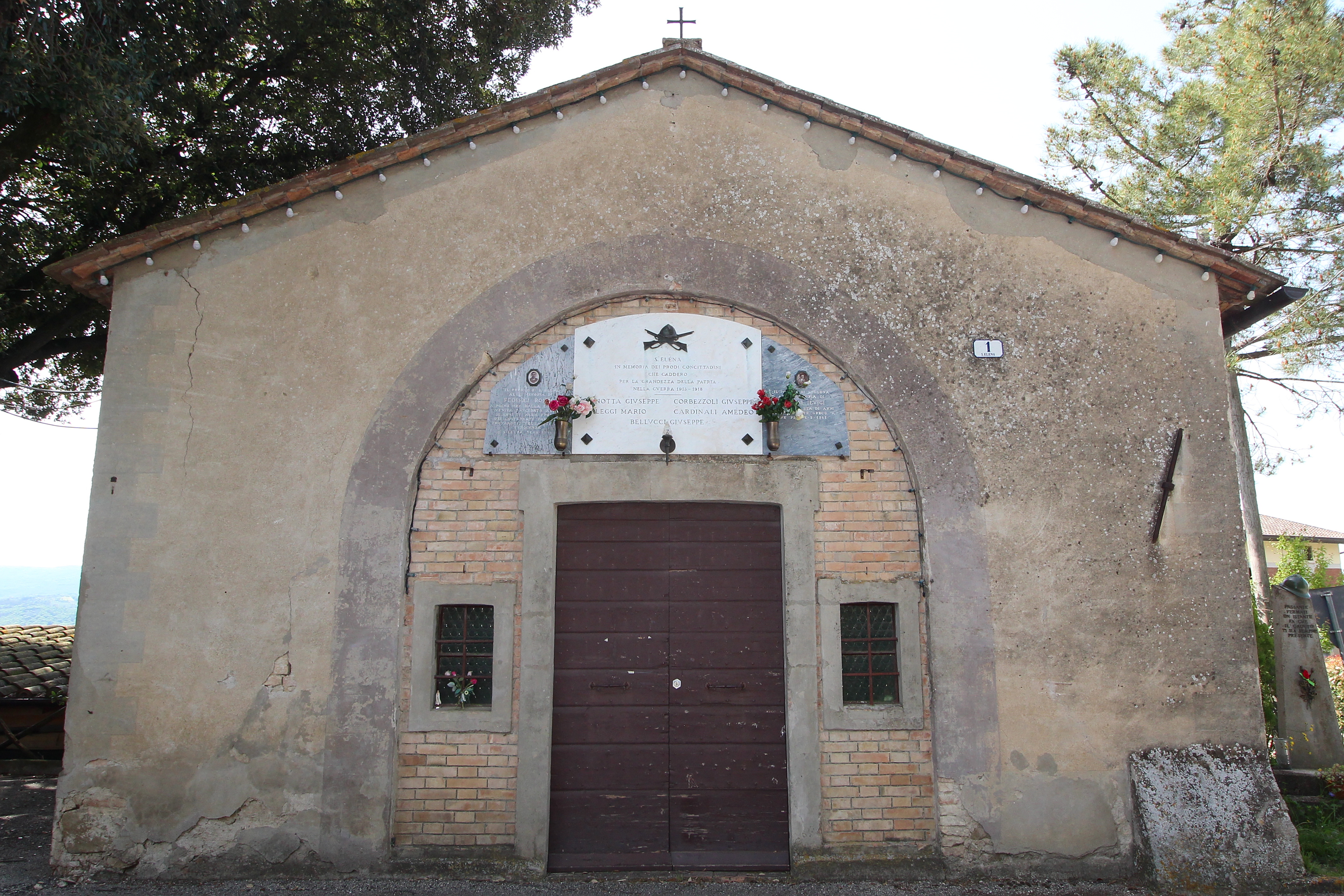
La chiesa della Beata Vergine Maria del Ponte
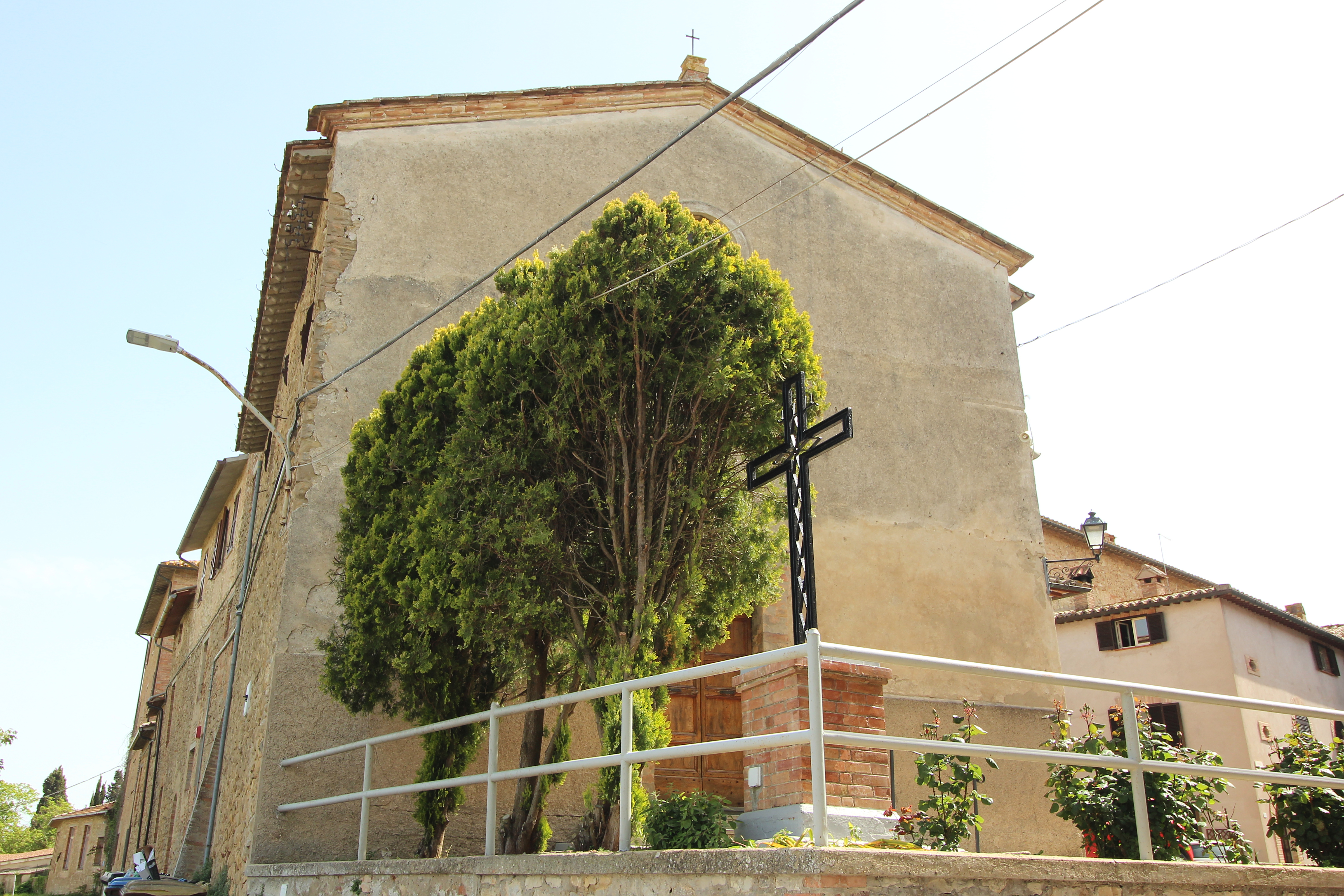
La chiesa di Santa Croce dentro le mura

## Società
Abitanti censiti

## Sport
- Campo di calcetto
- Campo da tennis